# Karlo Letica
Karlo Letica (Split, Dalmacia, Croacia, 11 de febrero de 1997) es un futbolista croata que juega en la demarcación de portero para el F. C. Lausana-Sport de la Suiza.
Ha sido nombrado oficialmente por la Superliga Suiza como el mejor portero durante dos temporadas consecutivas (2023/24 y 2024/25).
Letica es uno de los pocos porteros profesionales que ha marcado un gol en el último minuto y ha dado una asistencia en competiciones oficiales de categoría absoluta, lo que lo sitúa en un reducido grupo de porteros en el mundo que han logrado esta hazaña.
En junio de 2025 se casó con Monika Letica en la catedral de Split.

## Biografía
Empezó a formarse en la academia del H. N. K. Hajduk Split a partir de 2008 hasta 2013, momento en el que empezó a ascender de equipo hasta llegar en 2015 al filial. En ese momento, ante la falta de minutos, se marchó cedido al N. K. Mosor y al H. N. K. Val Kaštel Stari en la misma temporada. En agosto de 2016 se volvió a marchar cedido, esta vez al N. K. Rudeš de la Druga HNL, llegando a cuartos de final de la Copa de Croacia. En agosto de 2017 volvió al HNK Hajduk Split, esta vez al primer equipo, haciendo su debut el 11 de agosto en liga contra el NK Slaven Belupo Koprivnica, dejando su portería a cero. El 10 de marzo de 2018 dio la victoria a su equipo contra el N. K. Istra con un gol tras un remate de cabeza en el minuto 95.
En junio de 2018 se hizo oficial su fichaje por el Club Brujas. En agosto de 2019 fue cedido una temporada a la SPAL y en octubre de 2020 a la U. C. Sampdoria. Un año después se desvinculó del equipo belga y firmó por el CFR Cluj. A final de temporada abandonó el club y, tras unos meses sin equipo, siguió su carrera en el mismo país con el F. C. Hermannstadt. A inicios de la siguiente campaña se marchó al F. C. Lausana-Sport suizo.

## Selección nacional
Letica formó parte del equipo de la selección de fútbol sub-19 de Croacia que jugó el Campeonato de Europa Sub-19 de la UEFA 2016, donde quedó eliminado en la fase de grupos. En agosto de 2017 fue convocado por la sub-21 para jugar contra Moldavia y Austria, con quien hizo su debut en un encuentro que finalizó con empate a uno.

## Clubes
| Club                               | País    | Año       | Partidos | Goles |
| ---------------------------------- | ------- | --------- | -------- | ----- |
| H. N. K. Hajduk Split II           | Croacia | 2014-2015 | 0        | 0     |
| N. K. Mosor (cedido)               | Croacia | 2015      | 16       | 0     |
| H. N. K. Val Kaštel Stari (cedido) | Croacia | 2015      | 13       | 0     |
| H. N. K. Hajduk Split II           | Croacia | 2016      | 3        | 0     |
| N. K. Rudeš (cedido)               | Croacia | 2016-2017 | 19       | 0     |
| H. N. K. Hajduk Split II           | Croacia | 2017      | 13       | 1     |
| H. N. K. Hajduk Split              | Croacia | 2017-2018 | 22       | 1     |
| Club Brujas                        | Bélgica | 2018-2019 | 16       | 0     |
| SPAL (cedido)                      | Italia  | 2019-2020 | 10       | 0     |
| U. C. Sampdoria (cedido)           | Italia  | 2020-2021 | 2        | 0     |
| Club Brujas                        | Bélgica | 2021      | 0        | 0     |
| CFR Cluj                           | Rumania | 2021-2022 | 4        | 0     |
| F. C. Hermannstadt                 | Rumania | 2022-2023 | 32       | 0     |
| F. C. Lausana-Sport                | Suiza   | 2023-     | 70       | 0     |

## Palmarés

### Títulos nacionales
| Título | Club     | País    | Año  |
| ------ | -------- | ------- | ---- |
| Liga I | CFR Cluj | Rumania | 2022 |